# 1-ヒドロキシ-2-ナフトエ酸-1,2-ジオキシゲナーゼ
1-ヒドロキシ-2-ナフトエ酸-1,2-ジオキシゲナーゼ（1-hydroxy-2-naphthoate 1,2-dioxygenase）は、ナフタレン、アントラセン分解酵素の一つで、次の化学反応を触媒する酸化還元酵素である。
1-ヒドロキシ-2-ナフトエ酸 + O2 {\displaystyle \rightleftharpoons } (3Z)-4-(2-カルボキシフェニル)-2-オキソ-3-ブテン酸
反応式の通り、この酵素の基質は1-ヒドロキシ-2-ナフトエ酸とO2、生成物は(3Z)-4-(2-カルボキシフェニル)-2-オキソ-3-ブテン酸である。補因子として鉄を用いる。
組織名は1-hydroxy-2-naphthoate:oxygen 1,2-oxidoreductase (decyclizing)で、別名に1-hydroxy-2-naphthoate dioxygenase、1-hydroxy-2-naphthoate-degrading enzyme、1-hydroxy-2-naphthoic acid dioxygenaseがある。